# Sparbankernas bank, Hornsgatan

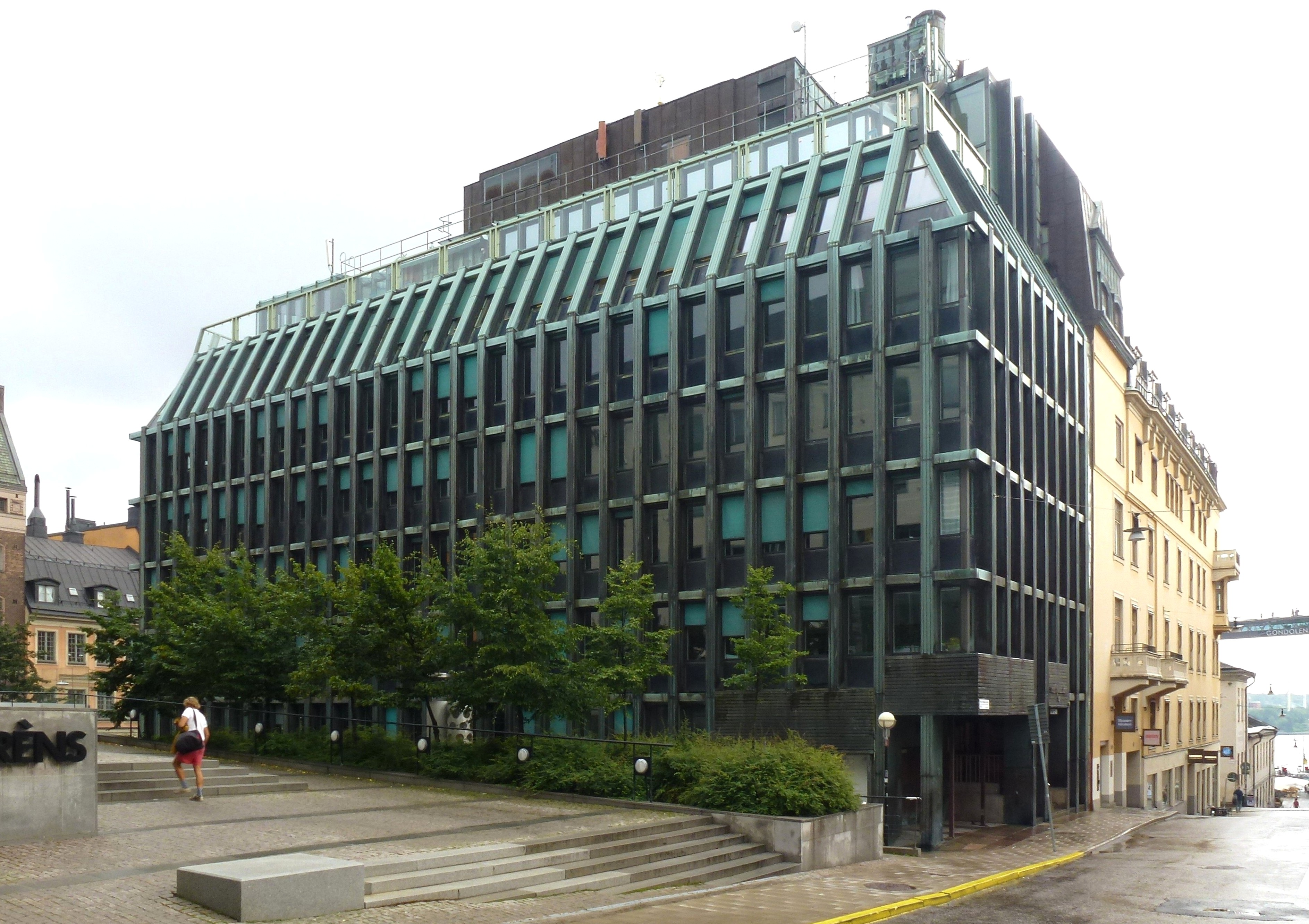
Sparbankernas bank, fasad mot väst.

Sparbankernas bank vid Hornsgatan 5 är en kontorsbyggnad uppförd under 1962 och 1963 i kvarteret Jupiter större på Södermalm i Stockholm. Beställare var Sparbankernas bank och byggnaden ritades av AOS Arkitekter (Magnus Ahlgren, Torbjörn Olsson och Sven Silow). 

## Beskrivning

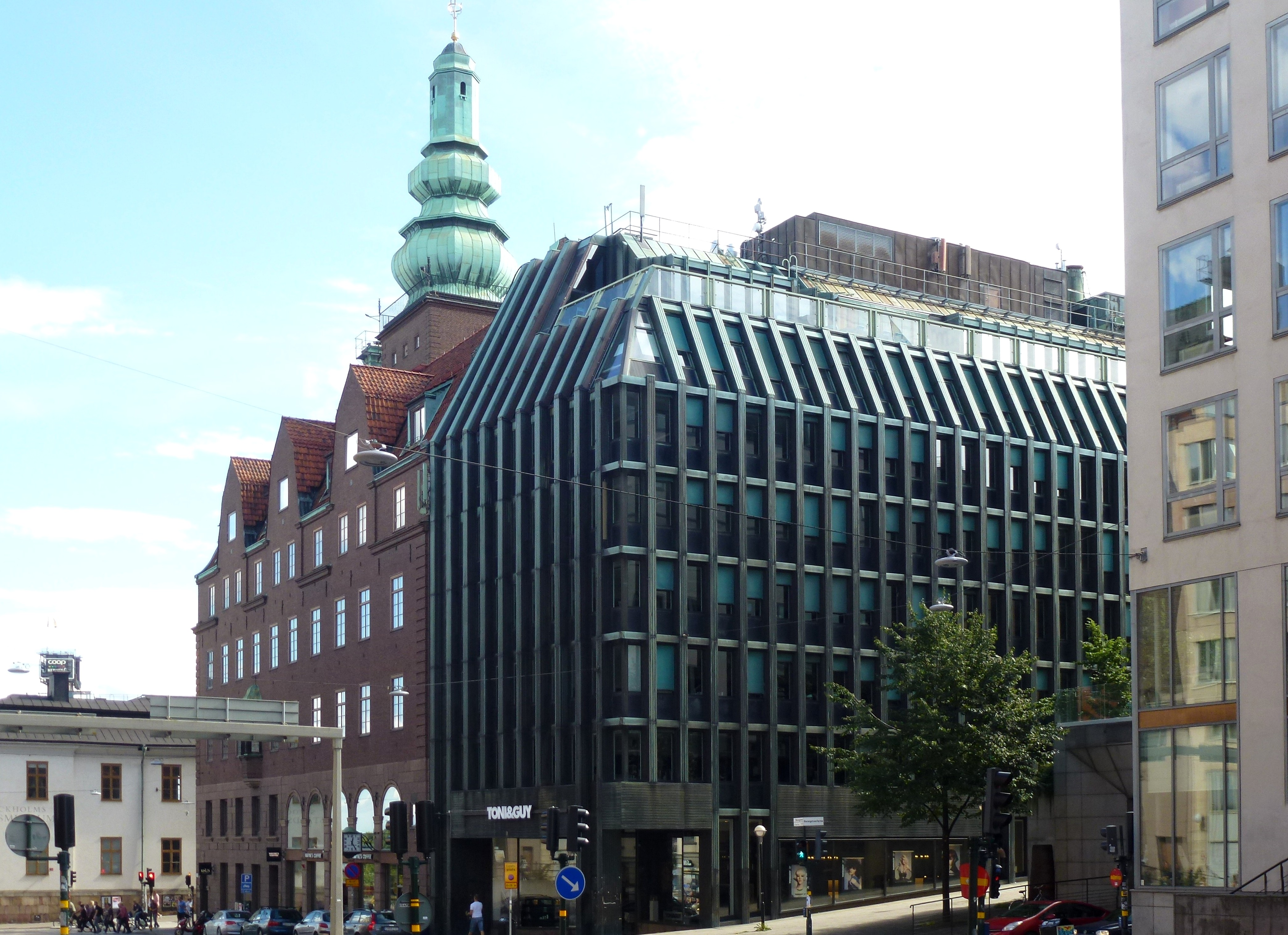
Fasad mot Hornsgatan.

Byggnaden sträcker sig mellan Hornsgatan och Peter Myndes backe och avslutar kvarteret åt väst. Granne är byggnaden för Stockholms enskilda bank, Hornsgatan 1-3 som ritades av arkitekt Ivar Tengbom mellan 1913 och 1915. Totalt avvikande ter sig AOS Arkitekters förlängning mot väst. De valde en fasad helt i koppar och glas med kraftigt accentuerade vertikala band.
Byggnaden har 11 våningar, varav fyra är helt under mark. Takvåningen är indragen och följer samma lutningsvinkel som angränsande byggnaders yttertak. Husets bredsida vetter mot Söderledstunnelns Hornsgatsavfart. Den totala byggnadsvolymen uppgår till 15.800 kvadratmeter.
Invändigt upptogs bottenvåningen av en expeditionshall med synlig betong och golv av röd granit. Här fanns även en resebyrå samt bilförsäljning. Bankens styrelse och direktionsrum i takvåningen inreddes helt i ek.